# NetUno
Netuno (estilizado como NetUno, anteriormente conocido como Citicable y Cabletel) es una compañía de telecomunicaciones venezolana, fundada el 2 de junio de 1995. Opera servicios de trasmisión de voz, videos y datos; servicios de telefonía básica y de larga distancia nacional e internacional, internet y televisión por cable
En el sector corporativo, Netuno es un proveedor de internet para empresas, que ofrece entre otras cosas, la red LAN de su servicio Meganet a una velocidad de entre 1 Mbps y 100 Mbps.

## Historia
Fue fundada el 2 de junio de 1995 como Citicable en la ciudad de Valencia aunque inició operaciones al año siguiente. Más tarde, se expande al resto del país y cambia su nombre a Cabletel. Desde entonces su principal competidor era SuperCable, luego sería ampliamente superado por sus principales competidores Intercable y SimpleTV (anteriormente conocido como DirecTV).
Para 2001 cambió su nombre a NetUno teniendo de principales accionistas a las empresas Merrill Lynch, Newbridge Andean Partners y Wave International.
En 2019 inició las preventas de sus servicios de FTTH bajo la tecnología GPON y en 2022, lanzó una nueva plataforma de streaming exclusivo para clientes con el servicio de internet fibra óptica bajo el nombre de NetUno GO.

## Servicios

### FibraNet
Es su principal servicio de internet por fibra óptica de altas velocidades, variando el servicio entre usuarios normales y empresas.

### NetUno Go
Es su servicio de televisión por internet, el cual la empresa lanzó en noviembre de 2022 para competir en el sector de la televisión por suscripción, siendo ofrecido exclusivamente a sus suscriptores de internet por fibra óptica, FibraNet.